# 赤腳紳士
《赤腳紳士》（英語：The Superlative Affections）是香港電視廣播有限公司製作的民初、懷舊、時裝電視劇，監製伍潤泉。
此劇曾分別於1988年7月、1990年6月、1994年4月及2023年12月15日至2024年1月11日(MYTV80台)重播。

## 故事大綱
丁海（呂方飾）自小家逢刧難，於家鄉廣東博羅遇上軍閥，父母雙亡，只餘姊丁雪（高妙思飾）和兄丁泉（劉青雲飾），三人南逃香港，相依為命。
三人年歲漸長，泉在港打刧事敗牽連海，並棄海不顧自行逃往澳門。海被老主顧何尚禮之女何嘉寶（周海媚飾）勸服自首，之後禮用錢救海出獄，海感恩替何家做工。後來尚禮生意失敗自盡，何家破落遷至澳門，海跟隨何家到澳門，並到炮仗廠工作，和到糕餅店兼職，養活主人一家。
與海青梅竹馬的夏四妹（周秀蘭飾），本與海是一對，四妹貪慕虛榮，最終移情急功近利的泉，而嘉寶卻早已暗中被海的良好品格吸引。
炮仗廠少東伍世昌（詹秉熙飾）頑劣任性，但受海感化，漸上正途。海介紹嘉寶為世昌補習，世昌對嘉寶展開追求，惟嘉寶卻鍾情於海。世昌無奈，同時感念與海之友情，決定暗助海創業，協助海頂替糕餅店，得世昌之助的海，成功將始創欖仁豬油糕風行港澳。
正當海及雪兩姊弟享受多年努力成果之際，又傳出泉在澳犯事，海不惜傾家蕩產買通檢察官署華人師爺，卻不料被師爺所騙，最終泉被發配地捫；海亦因欠下大筆債務，被逼另謀出路，前往蒲台島採摘紫菜，並重遇已被南北行商人包養的四妹。可是太平洋戰爭爆發，日軍入侵香港，擊敗英軍，佔領蒲台島的日本軍隊將島上華人全部殺害，僅海與四妹成功匿藏，倖免於難；歷經波折的四妹終被海感動，遂隨海共同生活。
身在澳門的嘉寶，與世昌遍尋海消息不獲，後冒險赴港尋找海，四妹為能與海續前緣，竟向嘉寶謊稱自己已與海結婚。失望的嘉寶在世昌與外婆說情下，遂答允嫁給世昌；世昌嘉寶成婚之日，海在港歷經艱難，終再出現，世昌選擇讓愛，成全嘉寶與海。三人再行創業，終有所成就。

## 演員表
- 呂　方 飾 丁海
- 周海媚 飾 何嘉寶
- 詹秉熙 飾 伍世昌
- 劉青雲 飾 丁泉
- 周秀蘭 飾 夏四妹
- 高妙思 飾 丁雪
- 梁鴻華 飾 何嘉偉
- 劉美娟 飾 蔡詠怡
- 黎漢持 飾 丁八斤
- 李香琴 飾 伍太
- 蘇杏璇 飾 丁八斤妻
- 劉兆銘 飾 何尚禮
- 湘漪     飾 何太
- 楊澤霖
- 鄭孟霞 飾 伍老夫人
- 江毅
- 梁愛
- 李潔瑩
- 李泳豪 飾 丁海童年
- 朱剛  飾 木叔叔

## 外部連結
- 《赤腳紳士》 GOTV 第1集重溫